# Plücker-koordinater
Plücker-koordinater är en typ av homogena tredimensionella linjekoordinater som används inom analytisk och projektiv geometri. De är uppkallade efter Julius Plücker som införde dem i Neue Geometrie des Raumes gegründet auf die Betrachtung der geraden Linie als Raumelement 1868.. De är en föregångare till, och ett specialfall av, Grassmann-koordinater. Praktisk användning har de idag inom datorgrafik och robotik.
Till antalet är koordinaterna sex stycken: de tre första definierar en riktningsvektor för linjen och de tre avslutande definierar origos fotpunkt på linjen med hjälp av riktningsvektorns moment i origo.

## Bakgrund och definition

Figur 1.
.

En rät linje i ett tredimensionellt rum kan entydigt beskrivas med hjälp av en riktningsvektor, {\displaystyle \mathbf {d} } i figur 1, och en punkt, exempelvis {\displaystyle X}, på linjen. Detta kräver sex koordinater, tre för riktningsvektorn och tre för punkten. Linjen förändras inte av riktningsvektorns längd (det påverkar bara skalan) och om man multiplicerar koordinaterna för vektorn med samma tal (skilt från noll) så förändras bara vektorns längd, men inte dess riktning. Multiplicerar man däremot alla koordinaterna för den valda punkten på linjen med ett tal (skilt från ett) så flyttas punkten bort från linjen (med mindre än att linjen går genom origo). För att råda bot på detta valde Plücker att i stället använda kryssprodukten (vektorprodukten) {\displaystyle \mathbf {m} } mellan {\displaystyle \mathbf {r} }, ortsvektorn från origo {\displaystyle O} till dess fotpunkt {\displaystyle P} på linjen, och {\displaystyle \mathbf {d} }, riktningsvektorn, vilket ger det moment som riktningsvektorn utövar på origo. Men om man multiplicerar alla koordinaterna i denna vektor med samma tal påverkas endast dess längd och koordinaterna för momentvektorn är således homogena - och tillika homogena med linjens riktningsvektor om denna multipliceras med samma tal. På detta sätt har vi fått sex koordinater som är homogena och inte ändrar linjens läge eller riktning om man multiplicerar alla sex med samma tal (skilt från noll).
De sex Plücker-koordinaterna för linjen genom punkterna {\displaystyle X} och {\displaystyle Y}:
{\displaystyle (p_{01}:p_{02}:p_{03}:p_{23}:p_{31}:p_{12})} där
{\displaystyle \mathbf {d} =(p_{01}:p_{02}:p_{03})} och {\displaystyle \mathbf {m} =(p_{23}:p_{31}:p_{12})}
erhålles genom:
{\displaystyle p_{jk}={\begin{vmatrix}x_{j}&y_{j}\\x_{k}&y_{k}\end{vmatrix}}=x_{j}y_{k}-x_{k}y_{j}}
där {\displaystyle x_{0}} och {\displaystyle y_{0}} är skalningsfaktorn för respektive punkt, Om {\displaystyle x_{0}=y_{0}=1} har vi:
{\displaystyle \mathbf {L} =(\mathbf {d} :\mathbf {m} )=(y_{1}-x_{1}:y_{2}-x_{2}:y_{3}-x_{3}:x_{2}y_{3}-x_{3}y_{2}:x_{3}y_{1}-x_{1}y_{3}:x_{1}y_{2}-x_{2}y_{1})}
Om {\displaystyle \mathbf {m} =\mathbf {0} } och {\displaystyle \mathbf {d} \neq \mathbf {0} } så betecknar koordinaterna en linje som går genom origo, ty {\displaystyle \mathbf {m} =\mathbf {d} \times \mathbf {r} =\mathbf {0} } innebär att {\displaystyle \mathbf {r} =\mathbf {0} }.
Om {\displaystyle \mathbf {d} =\mathbf {0} } och {\displaystyle \mathbf {m} \neq \mathbf {0} } så betecknar koordinaterna linjen i oändligeten för alla de linjer som ligger i det plan som är normalplan till {\displaystyle \mathbf {m} } och går genom origo, ty:
{\displaystyle \lim _{t\to \infty }({\frac {\mathbf {d} }{t}},\mathbf {m} )=(\mathbf {0} ,\mathbf {m} )}.
Om {\displaystyle \mathbf {d} =\mathbf {0} } och {\displaystyle \mathbf {m} =\mathbf {0} } så betecknar koordinaterna ingen linje alls och {\displaystyle (0:0:0:0:0:0)} är nonsens.

### "Robotik"
Plücker-koordinater kan också ses som en axel genom origo vars riktning är definierad av {\displaystyle \mathbf {m} }. Kring axeln och i axelns normalplan genom origo roterar en punkt {\displaystyle P} på avståndet {\displaystyle \mathbf {r} }, vilket bestäms av kvoten mellan {\displaystyle ||\mathbf {m} ||} och {\displaystyle ||\mathbf {d} ||} (se nedan). Riktningen som anges av {\displaystyle \mathbf {d} } är lika med tangentens till cirkeln med radien {\displaystyle \mathbf {r} } kring origo i punkten {\displaystyle P}, det vill säga momentanrörelsen i {\displaystyle P}.
Den här typen av rörelser är nära besläktade med hur en arm på en människa eller industrirobot fungerar. Axelleden motsvarar origo och handen motsvarar {\displaystyle P}. Genom att böja armen i armbågsleden kan {\displaystyle \mathbf {r} } varieras och med axelleden kan riktningen på {\displaystyle \mathbf {m} } varieras. Genom rotation i axeln kan handen {\displaystyle P} fås att beskriva en cirkel i normalplanet till {\displaystyle \mathbf {m} } med radien {\displaystyle \mathbf {r} } kring origo/axeln. Handens momentana rörelseriktning ges av {\displaystyle \mathbf {d} }.

## Linjärt beroende
Eftersom {\displaystyle \mathbf {d} \perp \mathbf {m} } så är skalärprodukten {\displaystyle \mathbf {d} \cdot \mathbf {m} =0}, vilket innebär att:
{\displaystyle p_{01}\cdot p_{23}+p_{02}\cdot p_{31}+p_{03}\cdot p_{12}=0}.
Detta är det så kallade "Plücker-förhållandet".
Eftersom koordinaterna dessutom är homogena, det vill säga {\displaystyle s\cdot (\mathbf {d} :\mathbf {m} )=(s\cdot \mathbf {d} :s\cdot \mathbf {m} )=(\mathbf {d} :\mathbf {m} )}, där {\displaystyle s\neq 0} är ett godtyckligt reellt tal, så kan två av koordinaterna skrivas som en linjärkombination av de fyra övriga.

## Diverse
Eftersom {\displaystyle {\vec {OZ}}={\vec {OP}}+{\vec {PZ}}=\mathbf {r} +\lambda \mathbf {d} } där {\displaystyle Z} är en godtycklig punkt på linjen, och {\displaystyle {\vec {OZ}}\times \mathbf {d} =(\mathbf {r} +\lambda \mathbf {d} )\times \mathbf {d} =\mathbf {r} \times \mathbf {d} +0=\mathbf {m} } får vi att en punkt {\displaystyle Z} ligger på linjen {\displaystyle \mathbf {L} } om och endast om {\displaystyle {\vec {OZ}}\times \mathbf {d} =\mathbf {m} }.
Kvoten mellan momentvektorns norm och riktningsvektorns norm ger {\displaystyle ||\mathbf {r} ||={\frac {||\mathbf {m} ||}{||\mathbf {d} ||}}} eftersom {\displaystyle ||\mathbf {m} ||=||\mathbf {r} \times \mathbf {d} ||=||\mathbf {r} ||\cdot ||\mathbf {d} ||\cdot \sin 90^{o}=||\mathbf {r} ||\cdot ||\mathbf {d} ||\cdot 1}, det vill säga avståndet från origo till den närmaste punkten på linjen. Om man vill beräkna det närmaste avståndet från linjen till en godtycklig punkt {\displaystyle O'} kan man göra den till "origo" i ett "nytt" koordinatsystem med samma axelriktningar och beräkna linjens momentvektor med avseende på {\displaystyle O'} i stället, genom att använda {\displaystyle {\vec {O'X}}={\vec {OX}}-{\vec {OO'}}} och {\displaystyle {\vec {O'Y}}={\vec {OY}}-{\vec {OO'}}} för {\displaystyle (p'_{23}:p'_{31}:p'_{12})} vilket ger {\displaystyle ||\mathbf {r_{O'}} ||={\frac {||\mathbf {m_{O'}} ||}{||\mathbf {d_{O'}} ||}}={\frac {||\mathbf {m_{O'}} ||}{||\mathbf {d} ||}}}.
Men en enklare beräkning utam basbyte kan göras eftersom momentet i {\displaystyle O'} är lika med:
{\displaystyle \mathbf {m_{O'}} =(\mathbf {r} -{\vec {OO'}})\times \mathbf {d} =\mathbf {r} \times \mathbf {d} -{\vec {OO'}}\times \mathbf {d} =\mathbf {m} -{\vec {OO'}}\times \mathbf {d} }
vilket ger att avståndet från {\displaystyle O'} till {\displaystyle \mathbf {L} } är {\displaystyle ||\mathbf {r_{O'}} ||={\frac {||\mathbf {m} -{\vec {OO'}}\times \mathbf {d} ||}{||\mathbf {d} ||}}}.
Låt {\displaystyle P'} vara fotpunkten till {\displaystyle O'} på {\displaystyle \mathbf {L} } och {\displaystyle \mathbf {d_{e}} ={\frac {\mathbf {d} }{||\mathbf {d} ||}}}, det vill säga en enhetsvektor. Då är {\displaystyle {\vec {OP'}}-{\vec {OO'}}} ortogonal mot {\displaystyle \mathbf {d} }. Sålunda har vi (med {\displaystyle \mathbf {m_{O'e}} } som momentvektor för {\displaystyle \mathbf {d_{e}} } på {\displaystyle O'}):
{\displaystyle \mathbf {d_{e}} \times \mathbf {m_{O'e}} =\mathbf {d_{e}} \times (({\vec {OP'}}-{\vec {OO'}})\times \mathbf {d_{e}} )={\vec {OP'}}-{\vec {OO'}}\Rightarrow }
{\displaystyle \Rightarrow {\vec {OP'}}={\vec {OO'}}+\mathbf {d_{e}} \times \mathbf {m_{O'e}} }, vilket ger oss koordinaterna för {\displaystyle P'}.

## Två linjer

### Reciprok produkt
Om vi har två linjer {\displaystyle \mathbf {L} =(\mathbf {d_{e}} :\mathbf {m_{e}} )} och {\displaystyle \mathbf {L'} =(\mathbf {d'_{e}} :\mathbf {m'_{e}} )} så gäller enligt ovan att momentvektorn för linjen {\displaystyle \mathbf {L} } i en punkt {\displaystyle Q'} på {\displaystyle \mathbf {L'} } ges av {\displaystyle \mathbf {m_{Q'e}} =\mathbf {m_{e}} -{\vec {OQ'}}\times \mathbf {d_{e}} }. Denna momentvektors projektion på linjen {\displaystyle \mathbf {L'} } ges av:
{\displaystyle \mathbf {d'_{e}} \cdot \mathbf {m_{Q'e}} =\mathbf {d'_{e}} \cdot (\mathbf {m_{e}} -{\vec {OQ'}}\times \mathbf {d_{e}} )=\mathbf {d'_{e}} \cdot \mathbf {m_{e}} -\mathbf {d'_{e}} \cdot ({\vec {OQ'}}\times \mathbf {d_{e}} )=\mathbf {d'_{e}} \cdot \mathbf {m_{e}} -(\mathbf {d'_{e}} \times {\vec {OQ'}})\cdot \mathbf {d_{e}} =}{\displaystyle \mathbf {d'_{e}} \cdot \mathbf {m_{e}} +({\vec {OQ'}}\times \mathbf {d'_{e}} )\cdot \mathbf {d_{e}} =\mathbf {d'_{e}} \cdot \mathbf {m_{e}} +\mathbf {d_{e}} \cdot ({\vec {OQ'}}\times \mathbf {d'_{e}} )=\mathbf {d'_{e}} \cdot \mathbf {m_{e}} +\mathbf {d_{e}} \cdot \mathbf {m'_{e}} }
Det torde vara uppenbart att detsamma gäller för projektionen av {\displaystyle \mathbf {m'_{Qe}} } på linjen {\displaystyle \mathbf {L} } och således har vi:
{\displaystyle \mathbf {d'_{e}} \cdot \mathbf {m_{Q'e}} =\mathbf {d_{e}} \cdot \mathbf {m'_{Qe}} =\mathbf {d'_{e}} \cdot \mathbf {m_{e}} +\mathbf {d_{e}} \cdot \mathbf {m'_{e}} }
Detta förhållande kallas linjernas Plücker-koordinaters reciproka produkt och betecknas med en asterisk som exempelvis {\displaystyle \mathbf {L} *\mathbf {L'} } eller {\displaystyle (\mathbf {d} :\mathbf {m} )*(\mathbf {d'} :\mathbf {m'} )}.

### Parallella linjer
Om och endast om två linjer är parallella är kryssprodukten av deras riktningsvektorer lika med nollvektorn:
{\displaystyle \mathbf {d} \times \mathbf {d'} =\mathbf {0} }
Om {\displaystyle \mathbf {L} } och {\displaystyle \mathbf {L'} } är parallella är varje normalplan till den ena linjen också normalplan till den andra. Betrakta det normalplan till linjerna som går genom origo. Fotpunkterna till origo på linjerna är lika med linjernas skärningspunkter med planet och således ligger både {\displaystyle \mathbf {m} } och {\displaystyle \mathbf {m'} } i detta plan ftersom det är normalplan till {\displaystyle \mathbf {d} } och {\displaystyle \mathbf {d'} }. Om {\displaystyle \mathbf {d_{e}} } och {\displaystyle \mathbf {d'_{e}} } är enhetsvektorer så att {\displaystyle \mathbf {d_{e}} =\mathbf {d'_{e}} ={\frac {\mathbf {d} }{||\mathbf {d} ||}}={\frac {\mathbf {d'} }{||\mathbf {d'} ||}}={\frac {\mathbf {d'} }{s\cdot ||\mathbf {d} ||}}} har vi att {\displaystyle \mathbf {m_{e}} ={\frac {\mathbf {m} }{||\mathbf {d} ||}}} och {\displaystyle \mathbf {m'_{e}} ={\frac {\mathbf {m'} }{||\mathbf {d'} ||}}={\frac {\mathbf {m'} }{s\cdot ||\mathbf {d} ||}}}. Vi har även att {\displaystyle \mathbf {r} =\mathbf {d_{e}} \times \mathbf {m_{e}} } och {\displaystyle \mathbf {r'} =\mathbf {d'_{e}} \times \mathbf {m'_{e}} }. Avståndet mellan linjerna är då:
{\displaystyle \mathbf {r} -\mathbf {r'} =\mathbf {d_{e}} \times \mathbf {m_{e}} -\mathbf {d'_{e}} \times \mathbf {m'_{e}} =\mathbf {d_{e}} \times \mathbf {m_{e}} -\mathbf {d_{e}} \times \mathbf {m'_{e}} =\mathbf {d_{e}} \times (\mathbf {m_{e}} -\mathbf {m'_{e}} )=}
{\displaystyle ={\frac {\mathbf {d} }{||\mathbf {d} ||}}\times ({\frac {\mathbf {m} }{||\mathbf {d} ||}}-{\frac {\mathbf {m'} }{s\cdot ||\mathbf {d} ||}})={\frac {\mathbf {d} }{||\mathbf {d} ||}}\times {\frac {(\mathbf {m} -\mathbf {m'} /s)}{||\mathbf {d} ||}}\Rightarrow }
Avståndet mellan två parallella linjer är {\displaystyle \mathbf {r} -\mathbf {r'} ={\frac {\mathbf {d} \times (\mathbf {m} -\mathbf {m'} /s)}{||\mathbf {d} ||^{2}}}}, där {\displaystyle s={\frac {||\mathbf {d'} ||}{||\mathbf {d} ||}}}.
Den reciproka produkten för parallella linjer är noll eftersom  både {\displaystyle \mathbf {d} \perp \mathbf {m'} } (vilket innebär att {\displaystyle \mathbf {d} \cdot \mathbf {m'} =0}) och {\displaystyle \mathbf {d'} \perp \mathbf {m} } (vilket innebär att {\displaystyle \mathbf {d'} \cdot \mathbf {m} =0}).

### Skeva linjer

Figur 2.

Om linjerna inte är parallella kan de antingen ligga i samma plan, vara koplanära, eller ej. Är de koplanära skär de varandra i en finit punkt, annars är de skeva. Om de är skeva så ligger de i två olika, men inbördes parallella, plan som spänns upp av de båda linjernas riktingsvektorer {\displaystyle \mathbf {d} } och {\displaystyle \mathbf {d'} } samt en valfri punkt på vardera linjen. Om man parallellprojicerar vardera linjen på den andra linjens plan i normalriktningen till de båda planen kommer dessa projicerade linjer att skära de givna linjerna i två punkter, vilka vi i enlighet med figur 2 kallar {\displaystyle P} och {\displaystyle P'}. Mellan dessa båda skärningspunkter går "den gemensamma normalen" {\displaystyle {\overline {P'P}}} till de båda linjerna. Eftersom denna är vinkelrät mot {\displaystyle \mathbf {L} } i {\displaystyle P} och mot {\displaystyle \mathbf {L'} } i {\displaystyle P'} är avståndet {\displaystyle ||{\vec {P'P}}||=||\mathbf {r} -\mathbf {r'} ||} lika med det kortaste avståndet mellan linjerna.
Om {\displaystyle \mathbf {d_{e}} } är en enhetsvektor har vi om vi betraktar momentet {\displaystyle \mathbf {m_{P'}} } för en punkt på {\displaystyle \mathbf {L} } i förhållande till {\displaystyle P'} att 
{\displaystyle \mathbf {m_{P'}} ={\vec {P'P}}\times \mathbf {d_{e}} =(\mathbf {r} -\mathbf {r'} )\times \mathbf {d_{e}} =}
{\displaystyle =\mathbf {r} \times \mathbf {d_{e}} -\mathbf {r'} \times \mathbf {d_{e}} =\mathbf {m_{e}} -\mathbf {r'} \times \mathbf {d_{e}} }
Eftersom {\displaystyle \mathbf {d_{e}} } är en enhetsvektor så är {\displaystyle ||\mathbf {m_{P'}} ||=||{\vec {P'P}}||}. Om vi kallar vinkeln från {\displaystyle \mathbf {d_{e}} } till {\displaystyle \mathbf {d'_{e}} } för {\displaystyle \alpha } och då {\displaystyle \mathbf {d_{e}} \perp \mathbf {m_{P'}} } och då dessutom {\displaystyle \mathbf {d_{e}} } och {\displaystyle \mathbf {d'_{e}} } inte är parallella (alltså är {\displaystyle \sin \alpha \neq 0}) har vi:
{\displaystyle \mathbf {d'_{e}} \cdot \mathbf {m_{P'}} =1\cdot ||\mathbf {m_{P'}} ||\cdot \cos(\alpha -90^{o})=||\mathbf {m_{P'}} ||\cdot \sin \alpha \Rightarrow }.
{\displaystyle ||{\vec {P'P}}||=||\mathbf {m_{P'}} ||={\frac {|\mathbf {d'_{e}} \cdot \mathbf {m_{P'}} |}{|\sin(\alpha )|}}={\frac {|\mathbf {d'_{e}} \cdot \mathbf {m_{P'}} |}{||\mathbf {d_{e}} \times \mathbf {d'_{e}} ||}}={\frac {|\mathbf {d'_{e}} \cdot (\mathbf {m_{e}} -\mathbf {r'} \times \mathbf {d_{e}} )|}{||\mathbf {d_{e}} \times \mathbf {d'_{e}} ||}}=}
{\displaystyle ={\frac {|\mathbf {d'_{e}} \cdot \mathbf {m_{e}} -\mathbf {d'_{e}} \cdot (\mathbf {r'} \times \mathbf {d_{e}} )|}{||\mathbf {d_{e}} \times \mathbf {d'_{e}} ||}}={\frac {|\mathbf {d'_{e}} \cdot \mathbf {m_{e}} -(\mathbf {d'_{e}} \times \mathbf {r'} )\cdot \mathbf {d_{e}} |}{||\mathbf {d_{e}} \times \mathbf {d'_{e}} ||}}={\frac {|\mathbf {d'_{e}} \cdot \mathbf {m_{e}} +\mathbf {m'_{e}} \cdot \mathbf {d_{e}} |}{||\mathbf {d_{e}} \times \mathbf {d'_{e}} ||}}\Rightarrow }
Avståndet mellan två skeva linjer är {\displaystyle ||{\vec {P'P}}||={\frac {|(\mathbf {d} :\mathbf {m} )*(\mathbf {d'} :\mathbf {m'} )|}{||\mathbf {d_{e}} \times \mathbf {d'_{e}} ||}}={\frac {|(\mathbf {d} :\mathbf {m} )*(\mathbf {d'} :\mathbf {m'} )|}{|\sin \alpha |}}}, där {\displaystyle \alpha } är vinkeln mellan linjernas riktningsvektorer.
Detta innebär även att om den reciproka produkten är lika med noll för två icke-parallella linjer så är avståndet mellan linjerna lika med noll och de ligger således i samma plan och skär varandra i {\displaystyle P=P'}. Då även parallella linjer har en reciprok produkt som är lika med noll, ger detta:
Om och endast om två linjer ligger i samma plan, är koplanära, är deras reciproka produkt noll:
{\displaystyle \mathbf {L} *\mathbf {L'} =\mathbf {d'_{e}} \cdot \mathbf {m_{e}} +\mathbf {d_{e}} \cdot \mathbf {m'_{e}} =0}
Enligt ovan är {\displaystyle \mathbf {m_{P'}} =\mathbf {m_{e}} -\mathbf {r'} \times \mathbf {d_{e}} } och {\displaystyle ||\mathbf {m_{P'}} ||\cdot \sin \alpha =\mathbf {m_{P'}} \cdot \mathbf {d'_{e}} }, vilket innebär att
{\displaystyle ||\mathbf {m_{P'}} ||\cdot \sin \alpha =\mathbf {m_{P'}} \cdot \mathbf {d'_{e}} =\mathbf {m_{e}} \cdot \mathbf {d'_{e}} -(\mathbf {r'} \times \mathbf {d_{e}} )\cdot \mathbf {d'_{e}} =\mathbf {d'_{e}} \cdot \mathbf {m_{e}} +(\mathbf {d_{e}} \times \mathbf {r'} )\cdot \mathbf {d'_{e}} =}
{\displaystyle =\mathbf {d'_{e}} \cdot \mathbf {m_{e}} +\mathbf {d_{e}} \cdot (\mathbf {r'} \times \mathbf {d'_{e}} )=\mathbf {d'_{e}} \cdot \mathbf {m_{e}} +\mathbf {d_{e}} \cdot \mathbf {m_{e}'} =(\mathbf {d_{e}} :\mathbf {m_{e}} )*(\mathbf {d'_{e}} :\mathbf {m'_{e}} )}
Detta innebär i sin tur att om den recipoka produkten är negativ så är {\displaystyle -180^{o}<\alpha <0^{o}} och om den är positiv så är {\displaystyle 180^{o}>\alpha >0^{o}}. Således har vektorn {\displaystyle \mathbf {d_{e}} \times \mathbf {d'_{e}} =||\mathbf {d_{e}} ||\cdot ||\mathbf {d'_{e}} ||\cdot \sin \alpha } samma riktning som {\displaystyle {\vec {P'P}}=\mathbf {r} -\mathbf {r'} } om den reciproka produkten är positiv, medan de båda vektorerna har motsatt riktning om den är negativ.
Enhetsvektorn för den gemensamma normalen i riktningen {\displaystyle {\vec {P'P}}}, här kallad {\displaystyle \mathbf {d_{ne}} }, är således:
{\displaystyle \mathbf {d_{ne}} ={\frac {\mathbf {d_{e}} \times \mathbf {d'_{e}} }{||\mathbf {d_{e}} \times \mathbf {d'_{e}} ||}}}
Vektorn {\displaystyle {\vec {P'P}}} kan alltså erhållas från:
{\displaystyle {\vec {P'P}}=\operatorname {sgn}(\sin \alpha )\cdot ||{\vec {P'P}}||\cdot {\frac {\mathbf {d_{e}} \times \mathbf {d'_{e}} }{||\mathbf {d_{e}} \times \mathbf {d'_{e}} ||}}={\frac {(\mathbf {d_{e}} :\mathbf {m_{e}} )*(\mathbf {d'_{e}} :\mathbf {m'_{e}} )}{||\mathbf {d_{e}} \times \mathbf {d'_{e}} ||}}\cdot {\frac {\mathbf {d_{e}} \times \mathbf {d'_{e}} }{||\mathbf {d_{e}} \times \mathbf {d'_{e}} ||}}={\frac {(\mathbf {d_{e}} :\mathbf {m_{e}} )*(\mathbf {d'_{e}} :\mathbf {m'_{e}} )}{||\mathbf {d_{e}} \times \mathbf {d'_{e}} ||^{2}}}\cdot (\mathbf {d_{e}} \times \mathbf {d'_{e}} )}
Momentvektorn, {\displaystyle \mathbf {m_{n}} } för den gemensamma normalen kan fås genom att välja en punkt på denna, vi väljer {\displaystyle P}, och beräkna den, med hjälp av Lagranges formel och eftersom {\displaystyle \mathbf {d'_{ne}} \perp \mathbf {d_{e}} \Rightarrow (\mathbf {r} -\mathbf {r'} )\cdot \mathbf {d_{e}} =\mathbf {d'_{ne}} \cdot \mathbf {d_{e}} =0}, enligt följande, med {\displaystyle \mathbf {d_{n}} =\mathbf {d_{e}} \times \mathbf {d'_{e}} } som riktningsvektor för normalen: 
{\displaystyle \mathbf {m_{n}} =\mathbf {r} \times \mathbf {d_{n}} =\mathbf {r} \times (\mathbf {d_{e}} \times \mathbf {d'_{e}} )=(\mathbf {r} \cdot \mathbf {d_{e}} )\cdot \mathbf {d'_{e}} -(\mathbf {r} \cdot \mathbf {d'_{e}} )\cdot \mathbf {d_{e}} =}
{\displaystyle =((\mathbf {r} -\mathbf {r'} +\mathbf {r'} )\cdot \mathbf {d_{e}} )\cdot \mathbf {d'_{e}} -(\mathbf {r} \cdot \mathbf {d'_{e}} )\cdot \mathbf {d_{e}} =((\mathbf {r'} \cdot \mathbf {d_{e}} )+(\mathbf {r} -\mathbf {r'} )\cdot \mathbf {d_{e}} )\cdot \mathbf {d'_{e}} -(\mathbf {r} \cdot \mathbf {d'_{e}} )\cdot \mathbf {d_{e}} =}
{\displaystyle =(\mathbf {r'} \cdot \mathbf {d_{e}} )\cdot \mathbf {d'_{e}} -(\mathbf {r} \cdot \mathbf {d'_{e}} )\cdot \mathbf {d_{e}} =(\mathbf {d'_{e}} \cdot \mathbf {d_{e}} )\cdot \mathbf {r'} -\mathbf {d_{e}} \times (\mathbf {r'} \times \mathbf {d'_{e}} )-(\mathbf {d'_{e}} \cdot \mathbf {d_{e}} )\cdot \mathbf {r} +\mathbf {d'_{e}} \times (\mathbf {r} \times \mathbf {d_{e}} )=}
{\displaystyle =(\mathbf {d'_{e}} \cdot \mathbf {d_{e}} )\cdot \mathbf {r'} -\mathbf {d_{e}} \times \mathbf {m'_{e}} -(\mathbf {d'_{e}} \cdot \mathbf {d_{e}} )\cdot \mathbf {r} +\mathbf {d'_{e}} \times \mathbf {m_{e}} =\mathbf {m'_{e}} \times \mathbf {d_{e}} -\mathbf {m_{e}} \times \mathbf {d'_{e}} +(\mathbf {d'_{e}} \cdot \mathbf {d_{e}} )\cdot (\mathbf {r'} -\mathbf {r} )=}
{\displaystyle =\mathbf {m'_{e}} \times \mathbf {d_{e}} -\mathbf {m_{e}} \times \mathbf {d'_{e}} -(\mathbf {d'_{e}} \cdot \mathbf {d_{e}} )\cdot (\mathbf {r'} -\mathbf {r} ))=\mathbf {m'_{e}} \times \mathbf {d_{e}} -\mathbf {m_{e}} \times \mathbf {d'_{e}} -(\mathbf {d'_{e}} \cdot \mathbf {d_{e}} )\cdot {\frac {(\mathbf {d_{e}} :\mathbf {m_{e}} )*(\mathbf {d'_{e}} :\mathbf {m'_{e}} )}{||\mathbf {d_{e}} \times \mathbf {d'_{e}} ||^{2}}}\cdot (\mathbf {d_{e}} \times \mathbf {d'_{e}} )}